# Rochechinard
 Rochechinard  là một xã thuộc tỉnh Drôme trong vùng Auvergne-Rhône-Alpes ở đông nam nước Pháp. Xã Rochechinard nằm ở khu vực có độ cao trung bình 386 mét trên mực nước biển.